# Babylone (Yasmina Reza)
Ne doit pas être confondu avec Babylon (roman).
Pour les articles homonymes, voir Babylone (homonymie).
Babylone est un roman de Yasmina Reza publié le 31 août 2016 aux éditions Flammarion. Le 3 novembre 2016, l'ouvrage reçoit le prix Renaudot.

## Résumé
Élisabeth, la narratrice, âgée d'une soixantaine d'années, organise une petite fête de printemps : une soirée entre amis et voisins, dans son appartement de la banlieue parisienne. Mais un drame conjugal intervient dans les heures qui suivent, auquel l'héroïne est involontairement mêlée...
Le titre du roman, Babylone, se réfère au premier verset du Psaume 137 (136) : « Aux rives des fleuves de Babylone nous nous sommes assis et nous avons pleuré, nous souvenant de Sion. »

## Réception critique
Plusieurs critiques relèvent que le livre s'inscrit dans le registre du roman policier, voire du thriller, utilisé selon un mode « décalé » où Télérama décèle une « variation sarcastique sur la solitude, le couple, l'abandon ». Pour le quotidien suisse Le Temps, il apparaît comme un « vaudeville grinçant, teinté d'exil et de solitude».
Le Figaro note que, « en alternant désespoir existentiel et pépites légères, cocktail mondain et thriller sanglant, Reza échappe au syndrome du théâtre écrit » pendant que Le Monde remarque que la romancière « choisit le récit policier pour mener une enquête à la fois drôle et profonde sur nos existences ordinaires ».

## Éditions
- Babylone, éditions Flammarion, 2016,  (ISBN 208139409X)
- Adaptation audio de "Babylone" sur France Culture (écouter en ligne)